# Bevern (Dolna Saksonia)
Bevern – miasto (niem. Flecken) w Niemczech, w kraju związkowym Dolna Saksonia, w powiecie Holzminden, siedziba gminy zbiorowej Bevern.